# Sepakat (Plampang)
Sepakat is een bestuurslaag in het regentschap Sumbawa van de provincie West-Nusa Tenggara, Indonesië. Sepakat telt 2502 inwoners (volkstelling 2010).